# Сухий Яр (Білоцерківський район)
Сухи́й Яр — село в Україні, у Білоцерківському районі Київської області, у складі Ставищенської селищної громади. Розташоване на правому березі річки Торц (притока Росі) за 15 км на захід від смт Ставище та 7 км від автошляху М05. Населення становить 525 осіб.

## Галерея

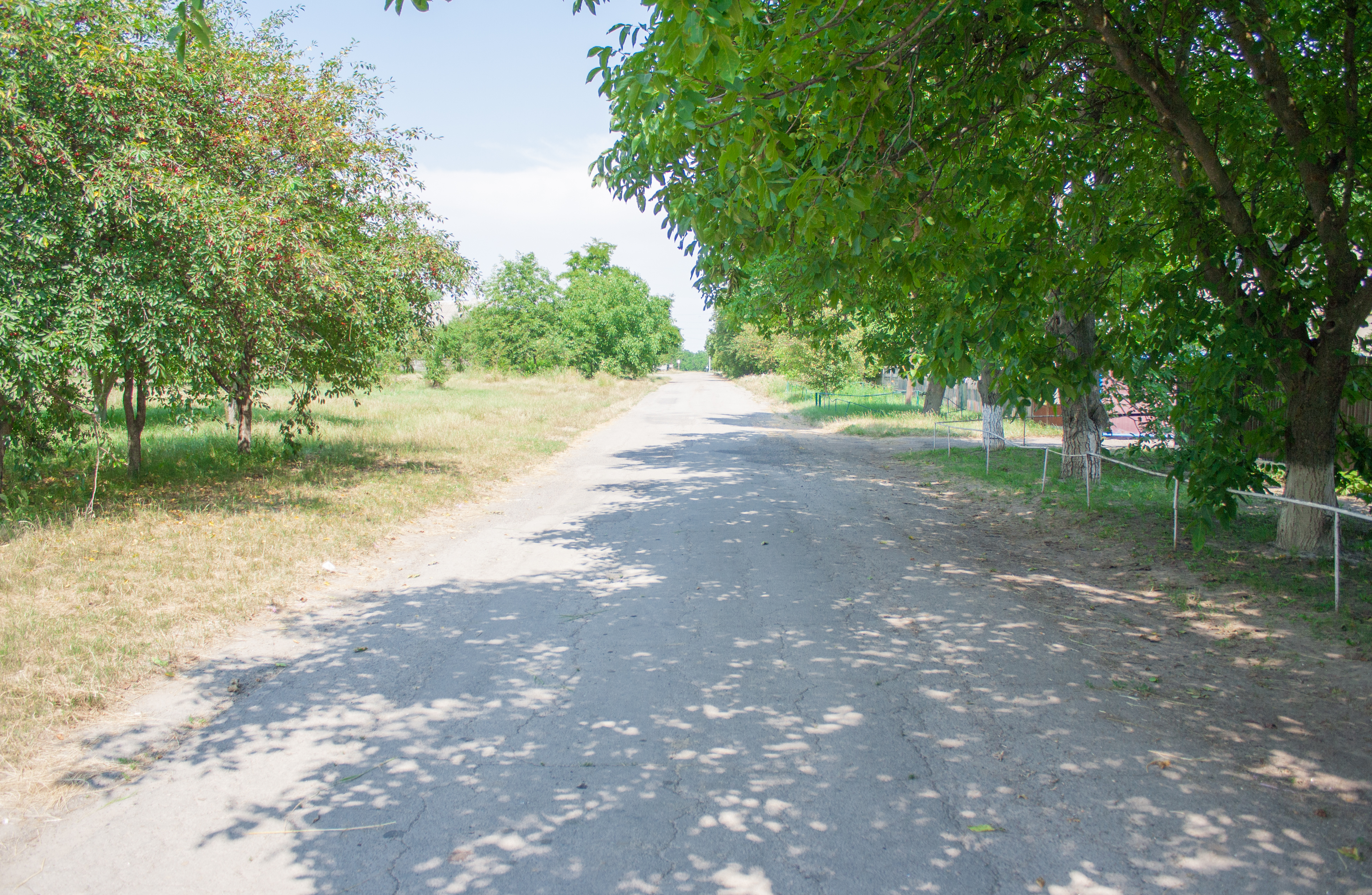
Вулиця Лесі Українки
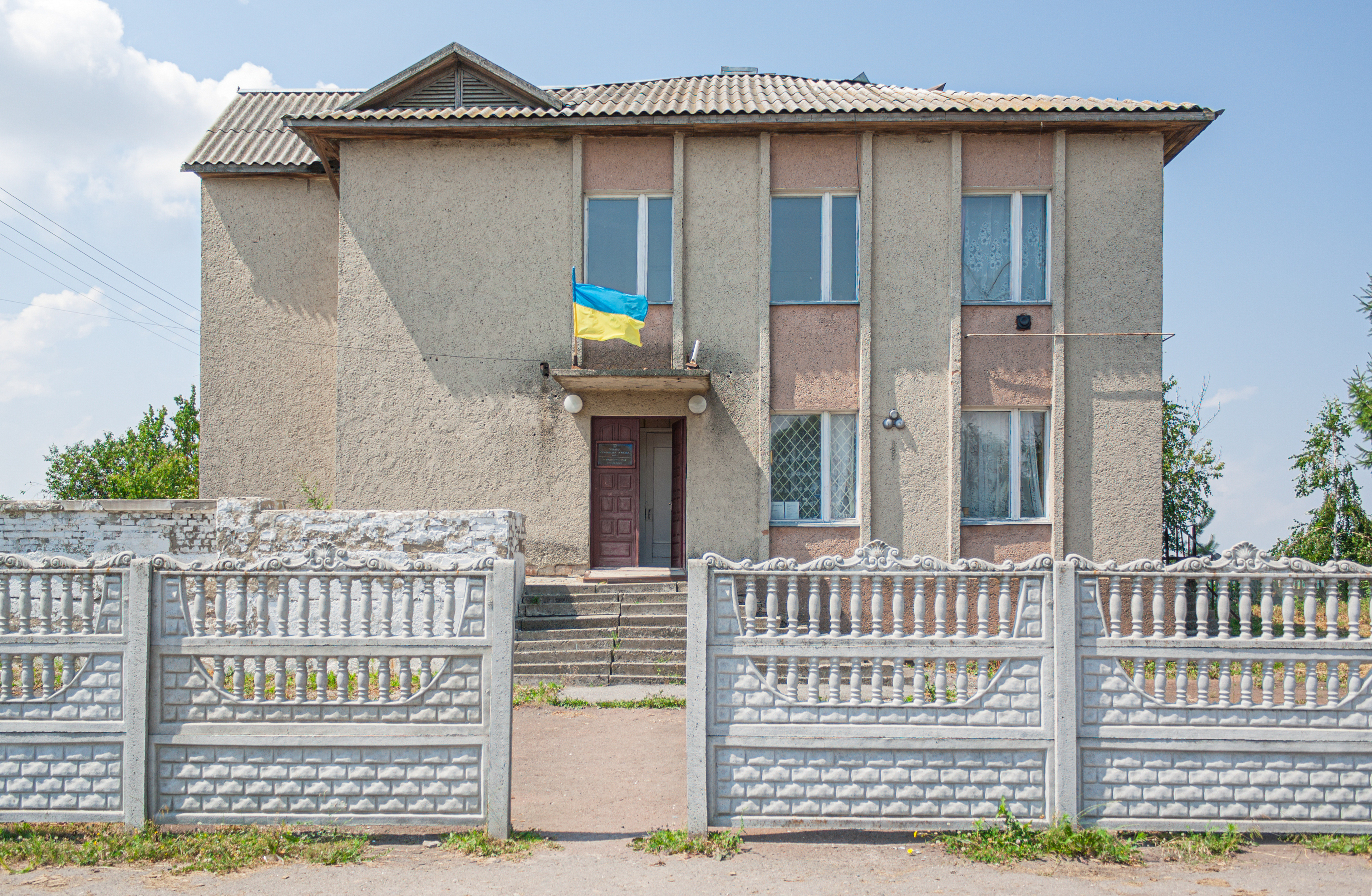
Сільська рада
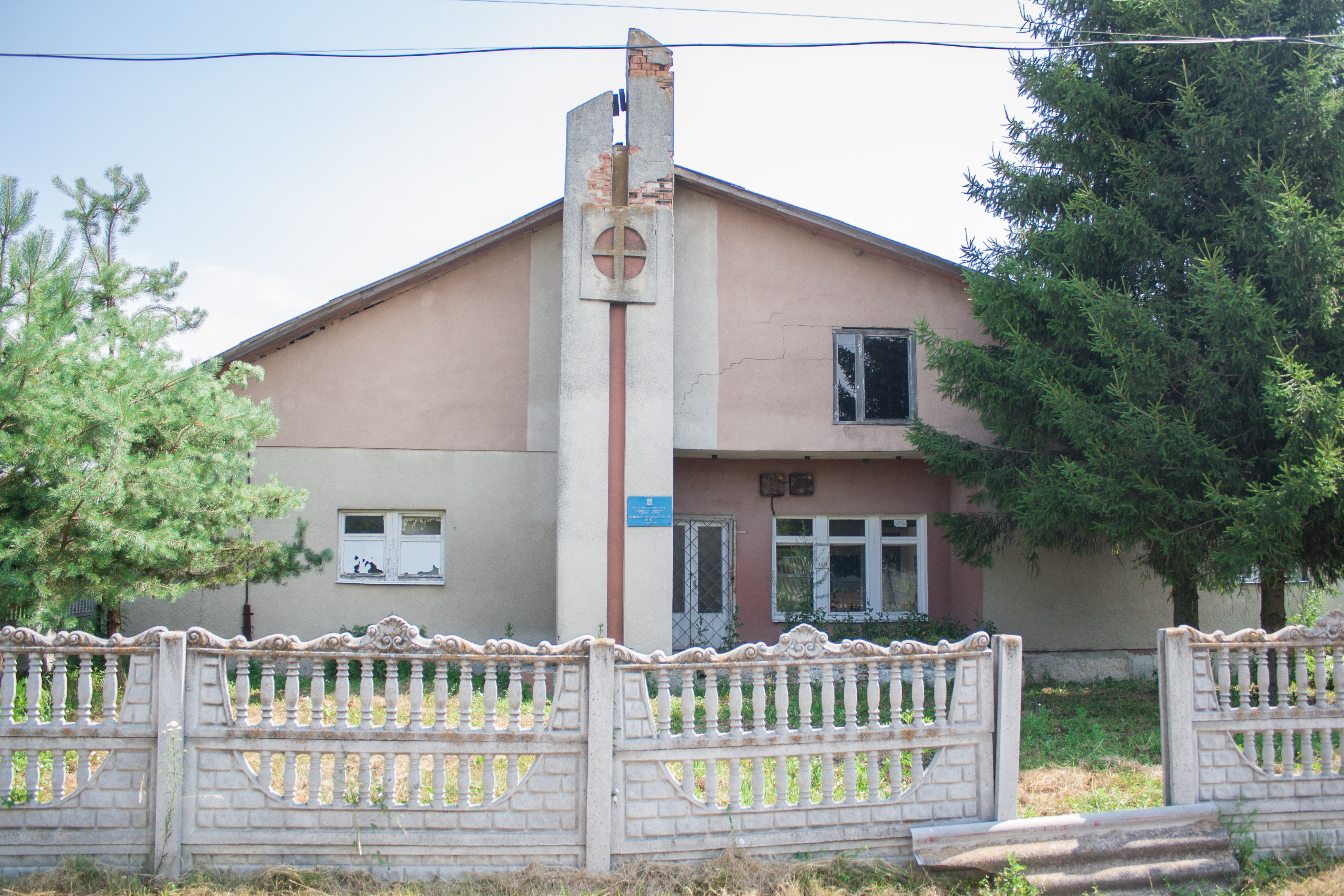
ФАП
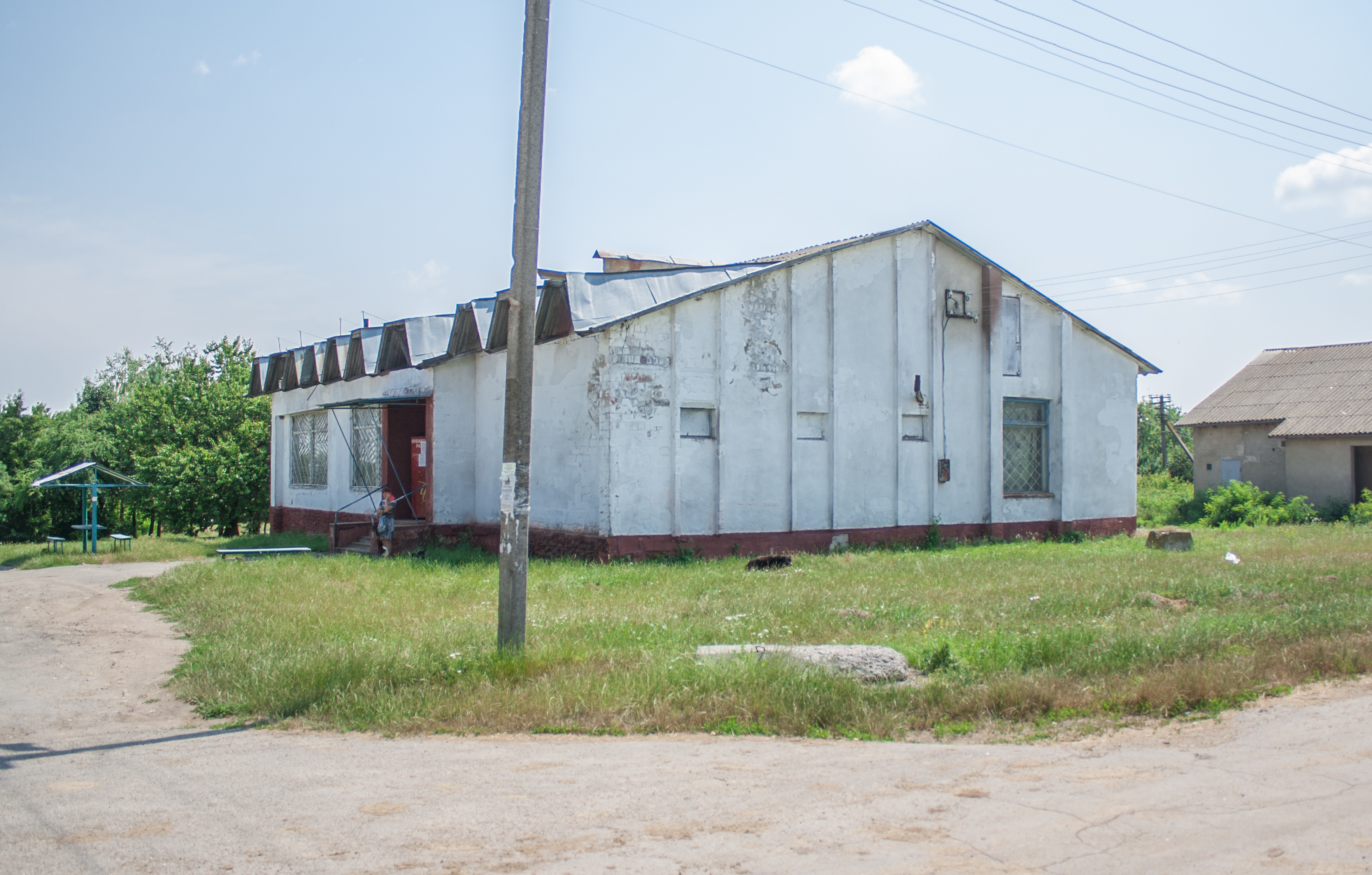
Магазин
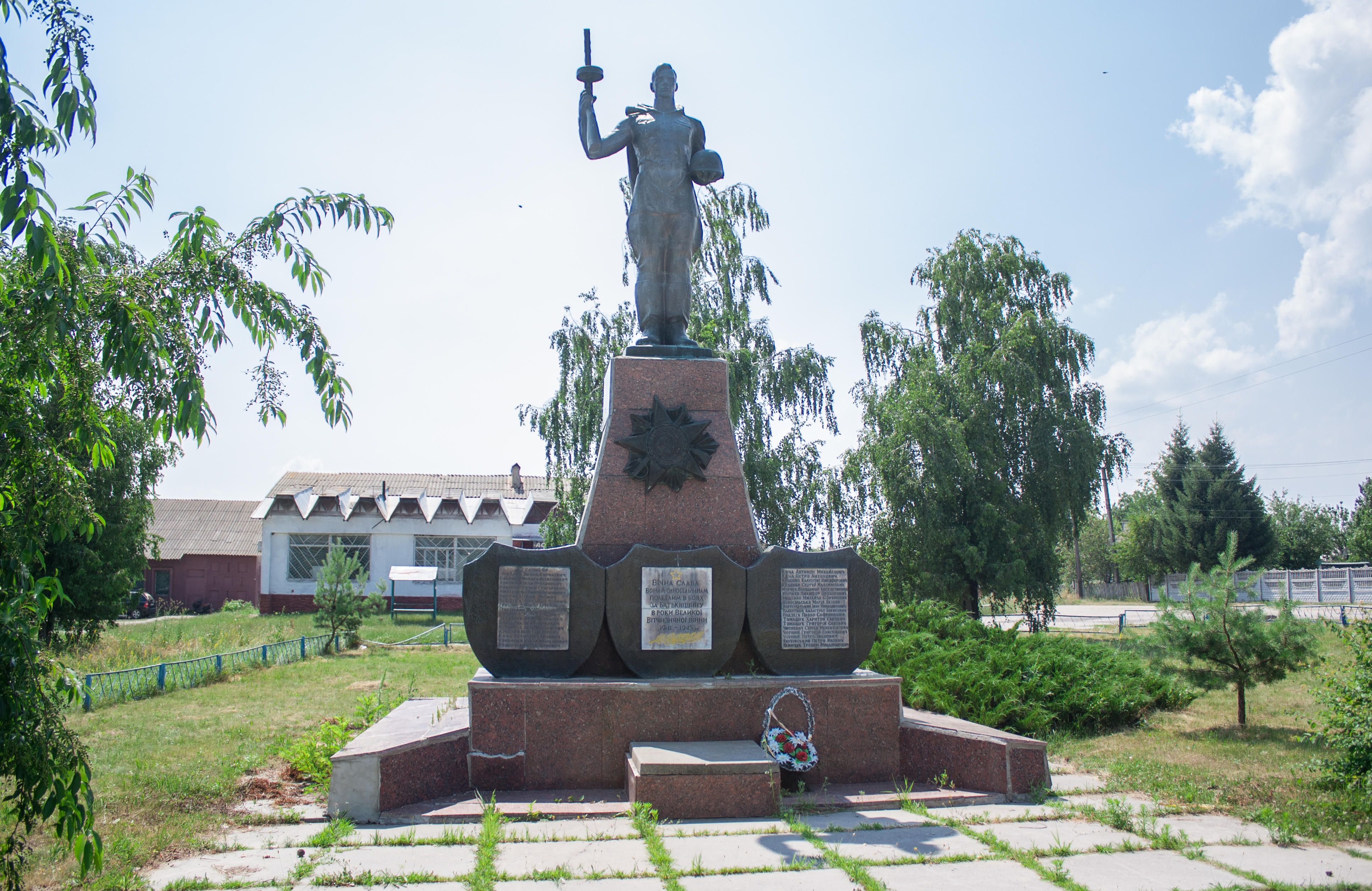
Пам'ятник воїнам-односельцям

## Історія
Перша згадка про село була в XIII ст. До XV ст. за селом стояла вежа, що сповіщала про набіги татарів. В XV ст. село було зруйноване.
1739 р. село було відбудоване, що вважається офіційною датою заснування села.
Входило до Стрижавської волості, Таращанського повіту, Київської губернії.
До 1774 р. село називалось Сухий Хутір. Назва була змінена на Сухий Яр, коли в 1774 р. була збудована церква.
Станом на 1886 рік село налічувало 580 осіб, мало 128 дворів, діяли православна церква, школа, постоялий будинок, 2 вітряних млини.
Існують згадки про перебування у 1768 р. в селі загонів Івана Ґонти, які зупинились тут привалом.
8 червня 1918 р. у селі Сухий Яр почали концентруватися невеликі партизанські загони для участі у повстанні проти української гетьманської влади та німецьких союзників.
Із 7 березня 1923 року. до  2 вересня 1930 року у складі Ставищенського району, Київської округи.
Із  2 вересня 1930 року у складі Ставищенського району, Київської області.
Під час Другої світової війни із 20 серпня 1941 року по початок 1944 року входить до складу Райхскомісаріату Україна (Генеральна округа Київ, Таращанський ґебіт).

## Демографія
За даними перепису 2001 року, 96 % населення села Сухий Яр розмовляє українською мовою , 3,62 % російською та 0,38 % інші мови.
Мовна частка населення станом на 2001 рік.

## Церква Покрова Пресвятої Богородиці
Це був дерев'яний трикупольний храм, побудований з дубових колод. Верхівка центрального хреста була на рівні 22 метрів. У дореволюційний час біля храму знаходився будинок священика.

У 30-ті роки ХХ століття, будинок священника використовувався як лікарня. У післявоєнний період у будинку церкви була організована початкова школа. Дерев'яний Свято-Покровський храм простояв на своєму місці 210 років. За часи радянської влади кілька десятків років церква стояла порожня, а пізніше використовувалася як склад мінеральних добрив.  У 1984 році її демонтували і перевезли на територію Музею народної архітектури та побуту Середньої Наддніпрянщини. У 1986 році пам'ятка була реставрована на території музею.

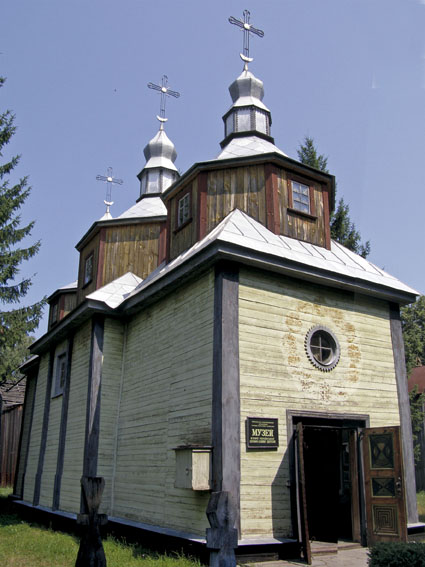
Реставрована церква в Переяславі
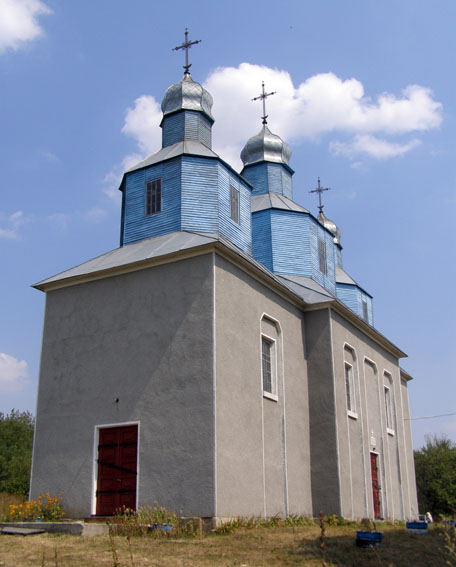
Сучасний вигляд церкви

У 90-х роках ХХ ст. у Сухому Яру була зареєстрована православна громада. Було вирішено збудувати нову церкву на місці старої. Уродженець Сухого Яру архітектор Л. І. Семисюк (батько сучасного культурного діяча Семесюка Івана Леонідовича) безкоштовно розробив проєкт будівництва нового храму, в якому повністю зберіг архітектурний стиль старого. І в 1997 році на пожертвування жителів села і навколишніх сіл та з допомогою місцевого КСП було споруджено новий храм Покрова Пресвятої Богородиці.